# Boris Ninkov
Boris Ninkov (* 1966 in Novi Sad) ist ein ehemaliger jugoslawischer Schauspieler und Kinderdarsteller.
Boris Ninkow siedelte mit seinen Eltern einige Zeit nach der Geburt nach Novi Sad und besuchte dort die Volksschule sowie anschließend das Gymnasium. In der Fernsehserie Die Rote Zora und ihre Bande spielte er die Rolle des Duro.
Nach dem Abschluss des Gymnasiums studierte er an der Musikhochschule in Zagreb. Heute arbeitet er als freier Musiker in seiner Geburtsstadt Novi Sad.